# Tabanus annamensis
Tabanus annamensis är en tvåvingeart som beskrevs av Philip 1960. Tabanus annamensis ingår i släktet Tabanus och familjen bromsar. Inga underarter finns listade i Catalogue of Life.